# Strategia strip
Strategia strip – opcyjna strategia inwestycyjna polegająca na jednoczesnym nabyciu lub sprzedaży jednej opcji kupna i dwóch opcji sprzedaży.

## Rodzaje strategii
W zależności od przewidywań inwestora w zakresie zmian instrumentu bazowego stosuje się dwa rodzaje strategii:
- krótki strip (short strip) – w przypadku gdy inwestor nie spodziewa się zmian ceny instrumentu bazowego lub też niewielkiego wzrostu ceny tego instrumentu,
- długi strip (long strip) – w przypadku gdy inwestor spodziewa się zmiany ceny instrumentu bazowego i przewiduje, że bardziej prawdopodobny jest spadek ceny tego instrumentu.

Wszystkie 3 opcje stosowane w tej strategii mają ten sam czas wygaśnięcia, oraz tę samą cenę wykonania.

## Profil zysku i strat dla nabywcy strategii strip
- krótki strip – inwestor osiąga zysk w momencie gdy cena instrumentu bazowego w momencie wygaśnięcia opcji będzie równa cenie wykonania opcji lub zmieni się nieznacznie. W przeciwnym wypadku inwestor poniesie stratę[1]. Maksymalny zysk jest równy sumie cen otrzymanych za wystawione opcje, a strata jest teoretycznie nieograniczona.
- długi strip – inwestor osiąga zysk gdy cena wykonania opcji będzie się różnić od ceny instrumentu bazowego w dniu wygaśnięcia opcji[2]. W przeciwnym wypadku inwestor poniesie stratę. Maksymalna strata inwestora równa jest sumie cen nabytych opcji, a potencjalny zysk jest teoretycznie nieograniczony.

## Przykłady
Cena opcji kupna wynosi 10 złotych, a cena opcji sprzedaży wynosi 5 złotych. Wszystkie opcje wystawione są na akcję o cenie wykonania 100 złotych. Suma zapłaconych(otrzymanych) premii za opcje to 20 złotych (suma premii za opcję kupna i 2 opcji sprzedaży).
- krótki strip
  - Cena akcji w momencie wykonania wynosi 100 złotych. Wszystkie opcję są opcjami out the money i wygasają nie wykonane. Zysk inwestora stosującego tę strategię równy jest sumie otrzymanych premii i wynosi 20 złotych.
  - Cena akcji w momencie wykonania wynosi 150 złotych. Opcje sprzedaży są opcjami out the money i nie są wykonywane. Opcja kupna jest opcją in the money i zostaje wykonana(strata na tej opcji wynosi 100 - 150 = -50). Suma przepływów pieniężnych: 20 + (-50) = -30. W tym wypadku inwestor stosujący tę strategię poniesie stratę.
  - Cena akcji w momencie wykonania wynosi 50 złotych. Opcja kupna jest opcją out the money i nie jest wykonywana. Opcje sprzedaży są opcjami in the money i zostają wykonane(strata na tych opcjach wynosi 2 * (50 - 100) = - 100). Suma przepływów pieniężnych: 20 + (-100) = -80. W tym wypadku inwestor stosujący tę strategię poniesie stratę.

- długi strip
  - Cena akcji w momencie wykonania wynosi 100 złotych. Wszystkie opcję są opcjami out the money i wygasają nie wykonane. Strata inwestora stosującego tę strategię równa jest sumie zapłaconych premii i wynosi 20 złotych.
  - Cena akcji w momencie wykonania wynosi 150 złotych. Opcje sprzedaży są opcjami out the money i nie są wykonywane. Opcja kupna jest opcją in the money i zostaje wykonana(zysk na tej opcji wynosi 150 - 100 = 50). Suma przepływów pieniężnych: (-20) + 50 = 30. W tym wypadku inwestor stosujący tę strategię osiągnie zysk.
  - Cena akcji w momencie wykonania wynosi 50 złotych. Opcja kupna jest opcją out the money i nie jest wykonywana. Opcje sprzedaży są opcjami in the money i zostają wykonane(zysk na tych opcjach wynosi 2 * (100 - 50) = 100). Suma przepływów pieniężnych: (- 20) + 100 = 80. W tym wypadku inwestor stosujący tę strategię osiągnie zysk.